# Wikimania

Wikimania-Logo

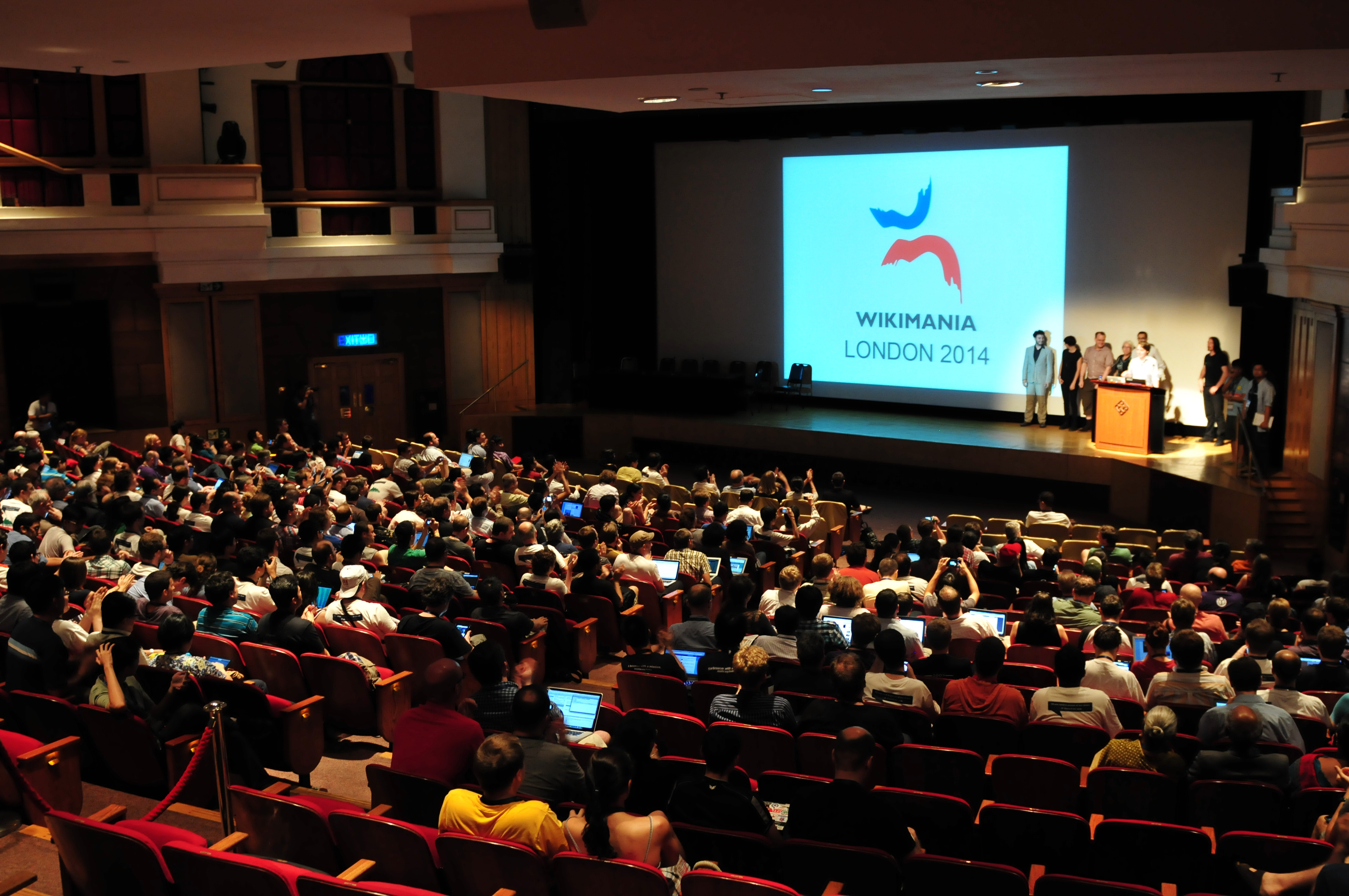
Abschlussveranstaltung 2013 in Hongkong

Wikimania ist die Bezeichnung für eine internationale Tagung, die von der Wikimedia Foundation seit dem Jahr 2005 jährlich an wechselnden Orten veranstaltet wird. Aufgrund der COVID-19-Pandemie wurde die Wikimania 2020, die in Bangkok stattfinden sollte, abgesagt bzw. auf 2021 verschoben; letztlich wurden die Wikimania 2021 und auch die Wikimania 2022 als Online-Konferenzen durchgeführt.

## Inhalte
Die Veranstaltung, in der Presse häufig auch als „Wikipedia-Jahrestreffen“ bezeichnet, ist als Kommunikationsforum für aktive Communitymitglieder, Wissenschaftler und Techniker konzipiert, auf dem gemeinsam über die Zukunftsstrategien der verschiedenen Wikimediaprojekte diskutiert werden soll.
Regelmäßig werden neue technische Ansätze thematisiert, die strategische Ausrichtung der Projekte, neue Anwendungen und Zusammenarbeit, Maßnahmen zur Qualitätssicherung, Lizenzfragen sowie aktuelle Entwicklungen und die öffentliche Wahrnehmung der Projekte. Auch die Verleihung der Auszeichnung als Wikimedianer des Jahres erfolgt auf der Veranstaltung.

## Konferenzen

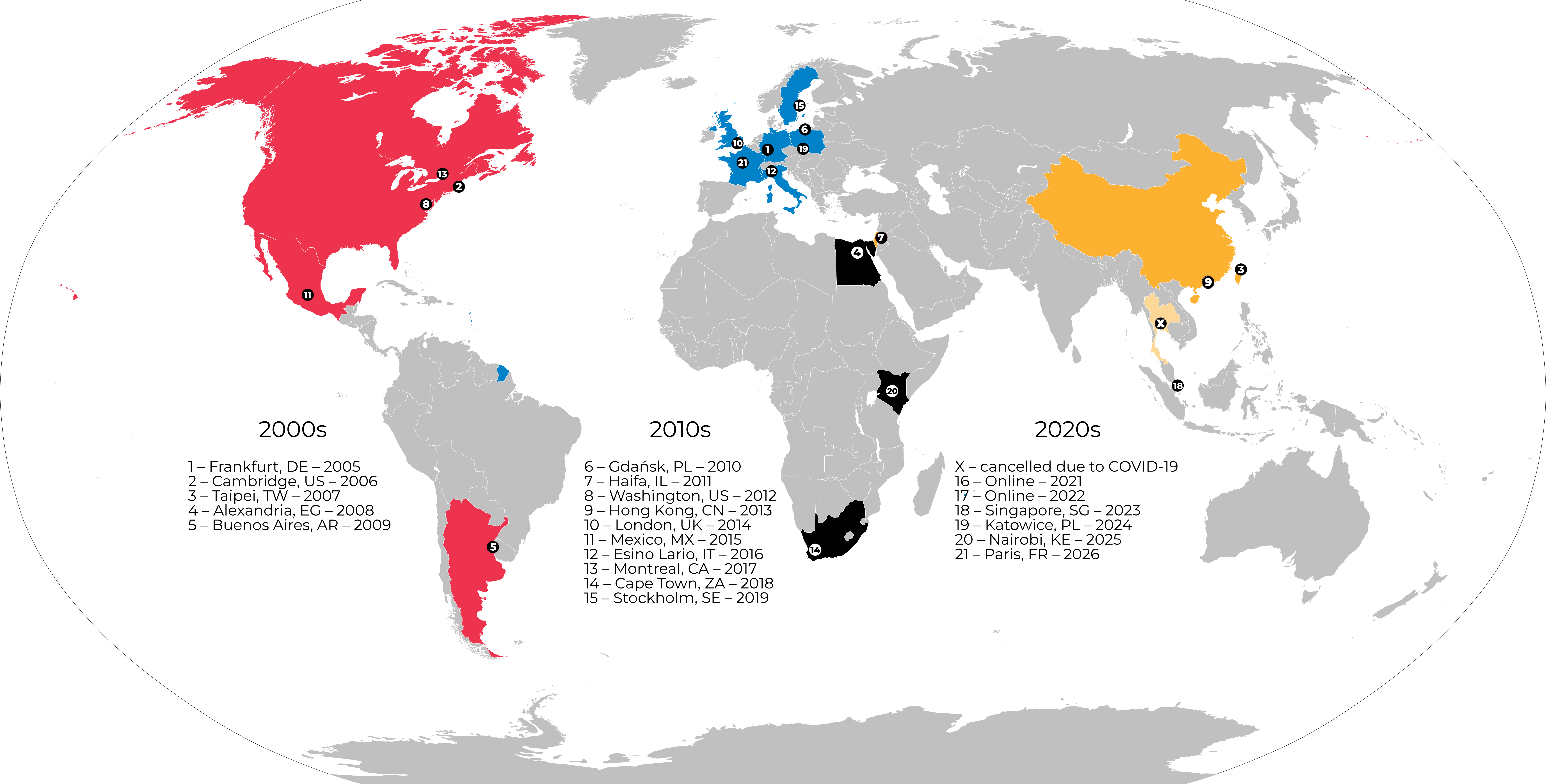
Karte der bisher stattgefundenen Wikimanias

| Konferenz      | Datum                                     | Tagungsort                     | Kontinent   | Teilnehmer |
| -------------- | ----------------------------------------- | ------------------------------ | ----------- | ---------- |
| Wikimania 2005 | 5.–7. August 2005                         | Frankfurt am Main, Deutschland | Europa      | 380        |
| Wikimania 2006 | 4.–6. August 2006                         | Cambridge, USA                 | Nordamerika | 400        |
| Wikimania 2007 | 3.–5. August 2007                         | Taipeh, Republik China         | Asien       | 440        |
| Wikimania 2008 | 17.–19. Juli 2008                         | Alexandria, Ägypten            | Afrika      | 625        |
| Wikimania 2009 | 26.–28. August 2009                       | Buenos Aires, Argentinien      | Südamerika  | 559        |
| Wikimania 2010 | 9.–11. Juli 2010                          | Danzig, Polen                  | Europa      | 500        |
| Wikimania 2011 | 4.–7. August 2011                         | Haifa, Israel                  | Asien       | 600        |
| Wikimania 2012 | 12.–15. Juli 2012                         | Washington, D.C., USA          | Nordamerika | 1.400      |
| Wikimania 2013 | 7.–11. August 2013                        | Hongkong, China                | Asien       | 700        |
| Wikimania 2014 | 6.–10. August 2014                        | London, Vereinigtes Königreich | Europa      | 1.762      |
| Wikimania 2015 | 17.–19. Juli 2015                         | Mexiko-Stadt, Mexiko           | Nordamerika | 800        |
| Wikimania 2016 | 24.–26. Juni 2016                         | Esino Lario, Italien           | Europa      | 1.200      |
| Wikimania 2017 | 9.–13. August 2017                        | Montreal, Kanada               | Nordamerika | 1.000      |
| Wikimania 2018 | 18.–22. Juli 2018                         | Kapstadt, Südafrika            | Afrika      | 600        |
| Wikimania 2019 | 14.–18. August 2019                       | Stockholm, Schweden            | Europa      | über 800   |
| Wikimania 2020 | verschoben aufgrund der COVID-19-Pandemie | Bangkok, Thailand              | Asien       |            |
| Wikimania 2021 | 13.–17. August 2021                       | virtuell                       | weltweit    |            |
| Wikimania 2022 | 11.–14. August 2022                       | virtuell                       | weltweit    |            |
| Wikimania 2023 | 16.–19. August 2023                       | Singapur                       | Asien       | 761        |
| Wikimania 2024 | 7.–10. August 2024                        | Katowice, Polen                | Europa      |            |
| Wikimania 2025 | 6.–9. August 2025                         | Nairobi, Kenia                 | Afrika      |            |
| Wikimania 2026 |                                           | Paris, Frankreich              | Europa      |            |

## Bilder

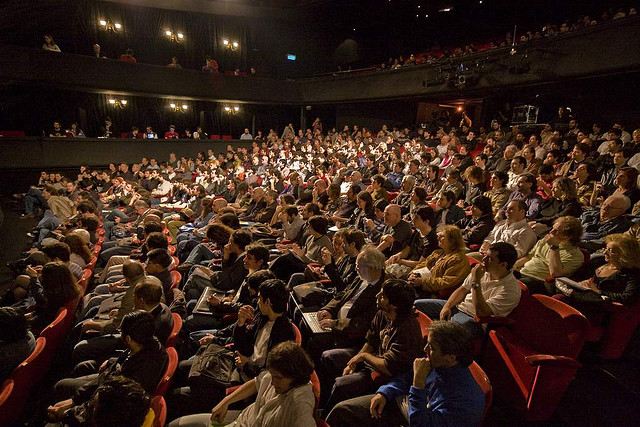
Teilnehmer der Wikimania 2009 in Buenos Aires
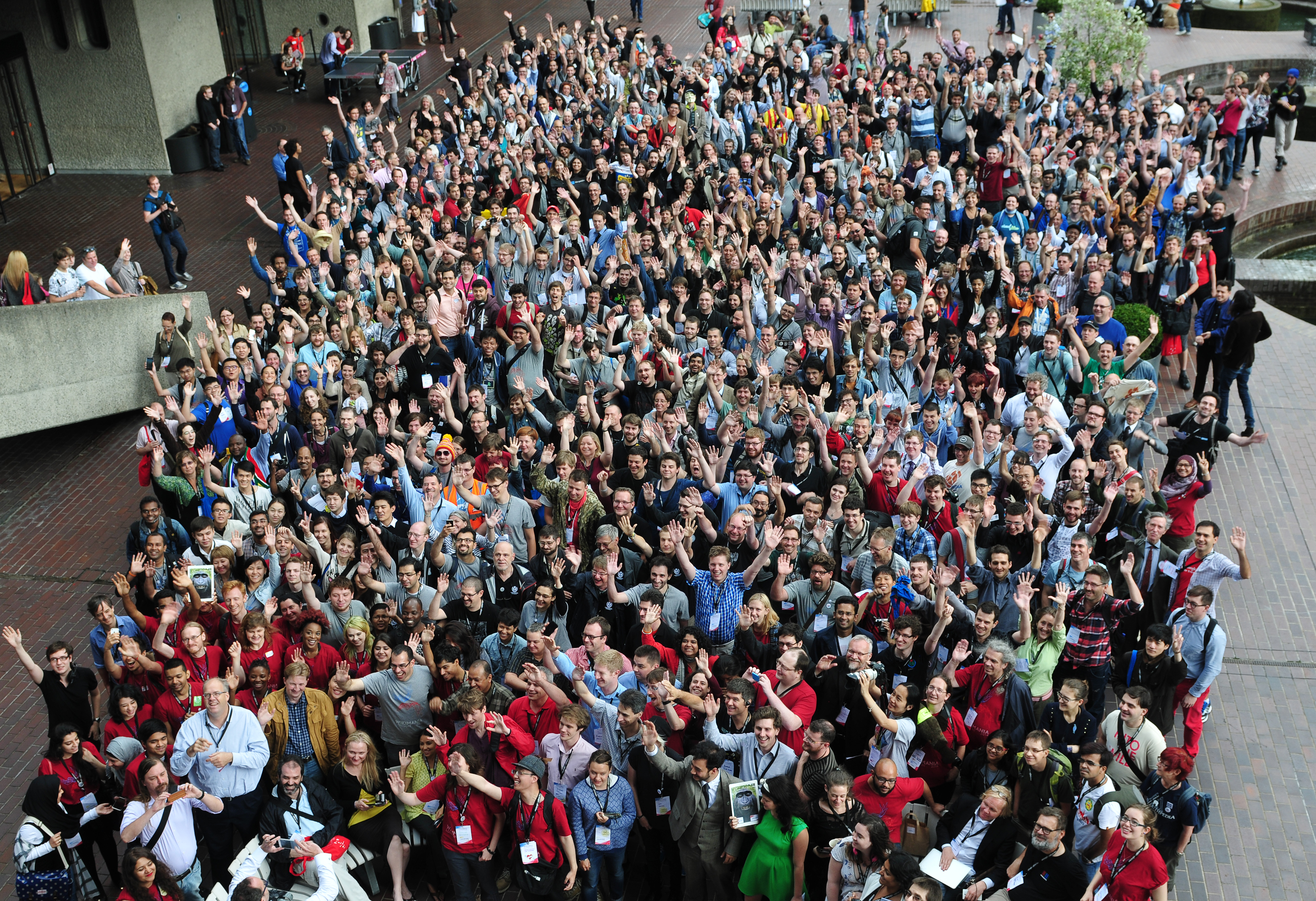
Teilnehmer 2014 in London
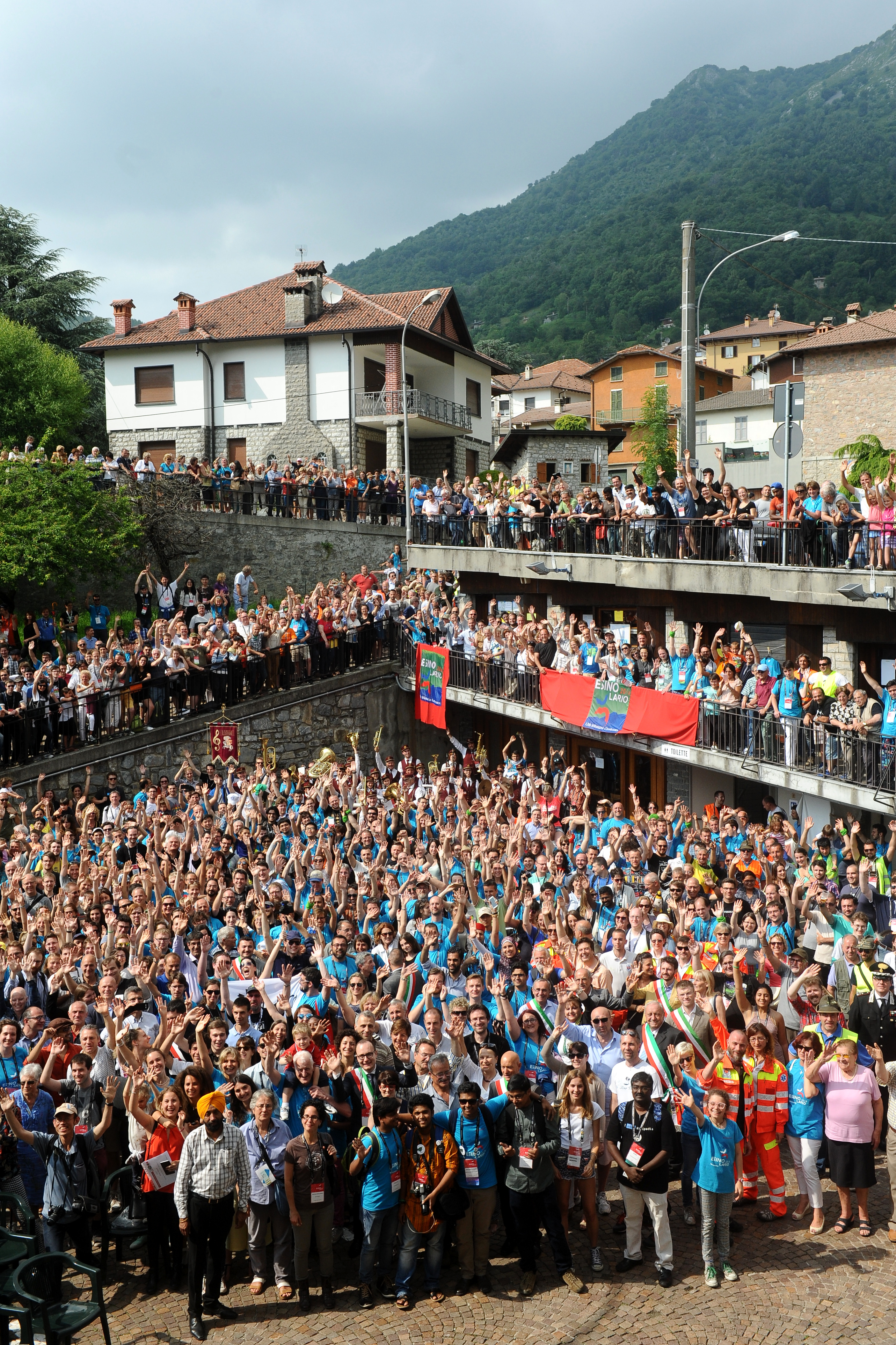
Teilnehmer 2016 in Esino Lario
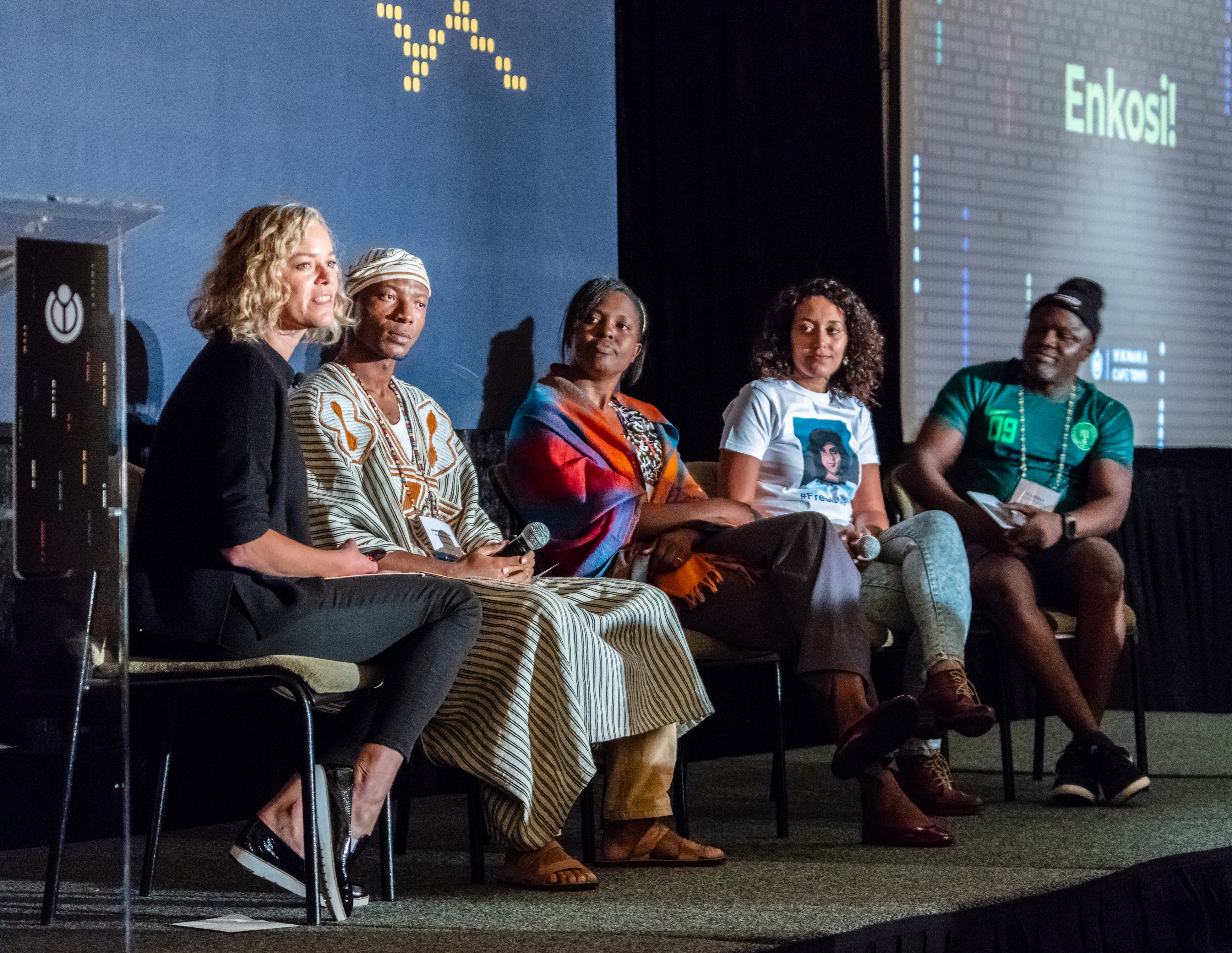
Diskussion während der Wikimania 2018 in Kapstadt über Wikimania und die Seele von Ubuntu
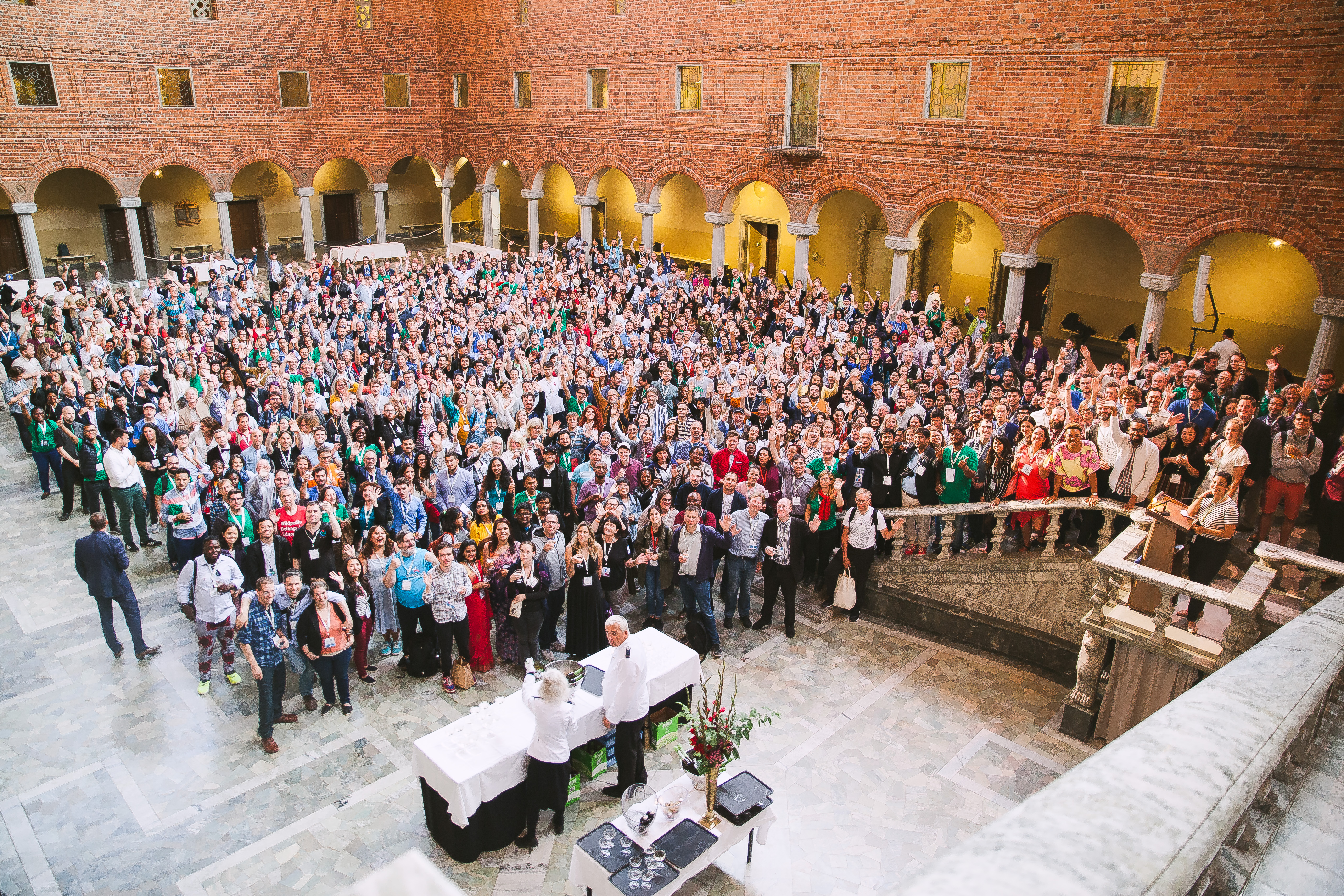
Teilnehmer 2019 in Stockholm
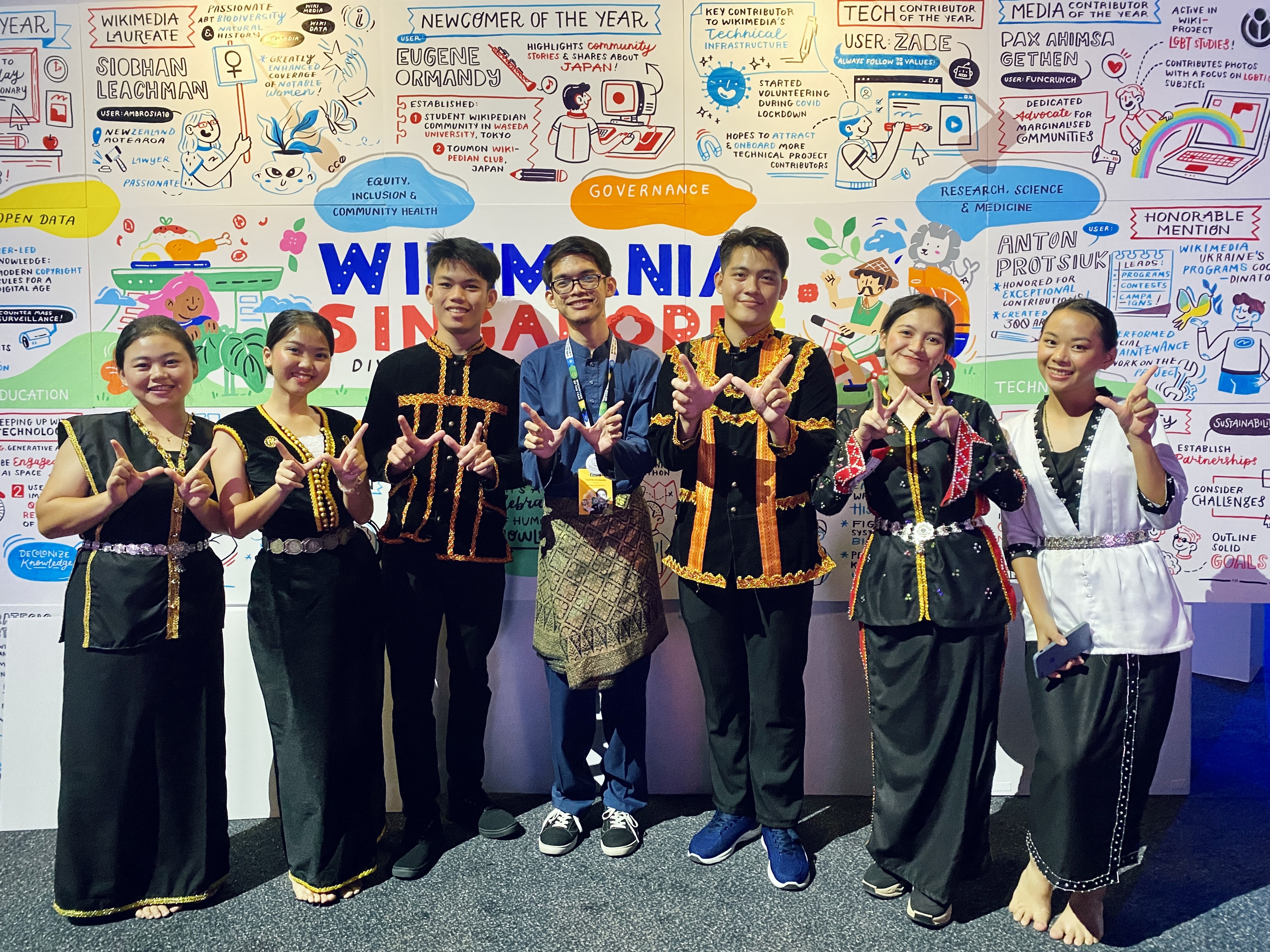
Eine malaysische Gruppe mit dem Wikimedianer des Jahres, Taufik Rosman, 2023 in Singapur